# Uradżajnaja (obwód miński)
Uradżajnaja (pl. Babowozowszczyzna, biał. Ураджайная, ros. Урожайная) – wieś na Białorusi, w obwodzie mińskim, w rejonie mińskim, w sielsowiecie Siennica.